# Ana Elisa Osorio
Ana Elisa Osorio es una política venezolana que se desempeñó como ministra de ambiente y recursos naturales de Hugo Chávez. Actualmente es crítica de Nicolás Maduro

## Carrera
Ana Elisa se graduó en medicina en la Universidad Central de Venezuela, donde también obtuvo un postgrado en epidemiología y una maestría en planificación para el desarrollo. Fundó el Instituto de Salud Pública del estado Bolívar y fue directora de salud en el mismo estado. Entre 1999 y 2000 se desempeñó como vicepresidenta de salud, y entre 2000 y 2005 se desempeñó como ministra de ambiente y recursos naturales.
Desde 2005 asumió la gerencia corporativa de ambiente e higiene ocupacional de Petróleos de Venezuela (PDVSA), cargo que ocupó hasta 2008. A partir de ese año, en el que fue elegida integrante de la dirección nacional del Partido Socialista Unido de Venezuela (PSUV), hasta 2009 ocupó el puesto de vicepresidenta del partido de gobierno para el estado Amazonas y entre 2009 y abril de 2010 fue responsable de la secretaría técnica del Congreso Extraordinario del PSUV. Desde 2008 también fue miembro de la directiva nacional del PSUV. Entre 2011 y 2013, Osorio ocupó la vicepresidencia del grupo parlamentario venezolano ante el Parlamento Latinoamericano y para el periodo 2011-2016 fue vicepresidenta de la sección Venezuela del Parlamento Latinoamericano.

## Disidencia
La exministra integra el grupo crítico dentro del chavismo denominado Marea Socialista, el cual busca una profundización del socialismo y el combate a la corrupción. El 9 de septiembre este grupo publicó un trabajo de investigación titulado: Sinfonía e un desfalco a la nación: Tocata y fuga… de capitales”, el cual fue firmado por Osorio en nombre de los integrantes de Marea Socialista. La exministra que: “durante todo el periodo estudiado se ha desarrollado un proceso de acumulación mafiosa de capital que alcanzó una fuga neta entre 1998 y 2013, de MM $ 259.234.-, este cálculo resulta, luego de descontar del flujo de capital bruto al exterior los ingresos destinados al FONDEN, que estimamos en MM $ 110.225.-. (Grafico 4, Flujo Bruto de Capitales al exterior, estimado de FONDEN, fuga neta de todo el periodo y durante el control de cambios, en millones de dólares)… Para graficar la gravedad del desfalco del que estamos hablando, este puede ser comparado con el costo total de 25 mundiales de fútbol como el realizado en Brasil. O la caída de ingresos provocados por 10 sabotajes petroleros como el de 2002/2003”.